# Deutscher JKA-Karate Bund
Der Deutsche JKA-Karate Bund (kurz DJKB) wurde im Juni 1993 um Shihan Hideo Ochi (9. Dan) als deutscher Ableger der Japan Karate Association gegründet. Ochi ist seit 1970 in Deutschland als Karatelehrer tätig und heute Chefinstruktor des DJKB. Präsident des DJKB ist Markus Rues aus Konstanz.
Der Auslöser für die Gründung des DJKB und die damit verbundene Abspaltung vom Deutschen Karate-Verband (DKV) waren Unstimmigkeiten der Mitglieder bezüglich der Auslegung der traditionellen Werte des Shōtōkan-Karate. Die DJKB-Gründer um Ochi wollten eine weitere Ausrichtung des Karate als reinen Leistungs- und Wettkampfsport, so wie ihrer Meinung nach vom DKV forciert, nicht mehr mittragen. Die Ausbildung des Karateka müsse vielmehr eine traditionelle Ausbildung in Kihon, Kata und Kumite gleichermaßen umfassen und eine einseitige Ausrichtung auf Kumite vermieden werden.
Der DJKB ist heute ein unabhängiger, nicht im Deutschen Olympischen Sportbund (DOSB) organisierter Verband von Einzelmitgliedern. Deutschlandweit verfügt der Verband über rund 21.000 Mitglieder.

## Wettkampf-Punktesystem
Die Traditionsgebundenheit des DJKB schlägt sich in Wettkämpfen darin nieder, dass immer noch auf einen einzigen Punkt (japanisch 一本 ippon) gekämpft wird. Das Ideal des Siegens durch einen einzigen Treffer ist an die Realität angepasst, indem auch halbe Punkte (japanisch 技あり wazaari) vergeben werden. Die karatetypische Konzentration im Kampf, den Kampf mit dem ersten gelungenen Angriff zu beenden, bleibt aber als Basis bestehen. Das Punktesystem begünstigt ferner Fußtritte zum Kopf, für die es in der Regel einen Ippon gibt. Dadurch soll sichergestellt werden, dass die Ausführung von Fußtechniken im Wettkampf gefördert wird und nicht verkümmert.
Im DKV wurde das System dagegen im Laufe der Zeit dahingehend modifiziert, dass mehrere Punkte „gesammelt“ werden. Yuko = 1 Punkt für alle Fausttechniken, Waazari = 2 Punkte für Fußtechniken zum Körper und Ippon = 3 Punkte für Fußtechniken zum Kopf und Treffer auf den am Boden liegenden Gegner.